# سید علاءالدین حسین
حسین بن موسی ملقب به سید علاء الدین حسین و معروف به حسین کوچک فرزند موسی کاظم برادر علی بن موسی الرضا و احمد ابن موسی می‌باشد. او در سال ۲۰۲ قمری (اواخر قرن دوم هجری) از مدینه راهی توس بود که در شیراز به قتل رسید. بنا بر نقل بعضی از علمای انساب مرقد وی در طبس بنام امامزاده حسین بن موسی کاظم مشهور است.برادر بزرگوار وی شاه میر حمزه در روستای بزم بوانات مدفون است. 

## آرامگاه
بنای اصلی آرامگاه در زمان اتابکان در اواخر قرن هفتم یا اوایل قرن هشتم هجری قمری ساخته شده است. گنبد در سال ۱۳۲۹ بر اثر حوادث متعدد برداشته و در سال ۱۳۳۱ به وسیله مشیرالملک (میرزا ابوالحسن خان) گنبدی با اسکلت فلزی بر روی آن نصب گردید.

### وضعیت آرامگاه در حال حاضر
آرامگاه در محله آستانه در جنوب شرقی بافت تاریخی شیراز قرار دارد. گنبد کنونی با کاشی‌های معرق پوشیده شده است که بر آن به خط ثلث طلایی و بر زمینه آبی سوره مزمل نوشته شده است.

## نگارخانه

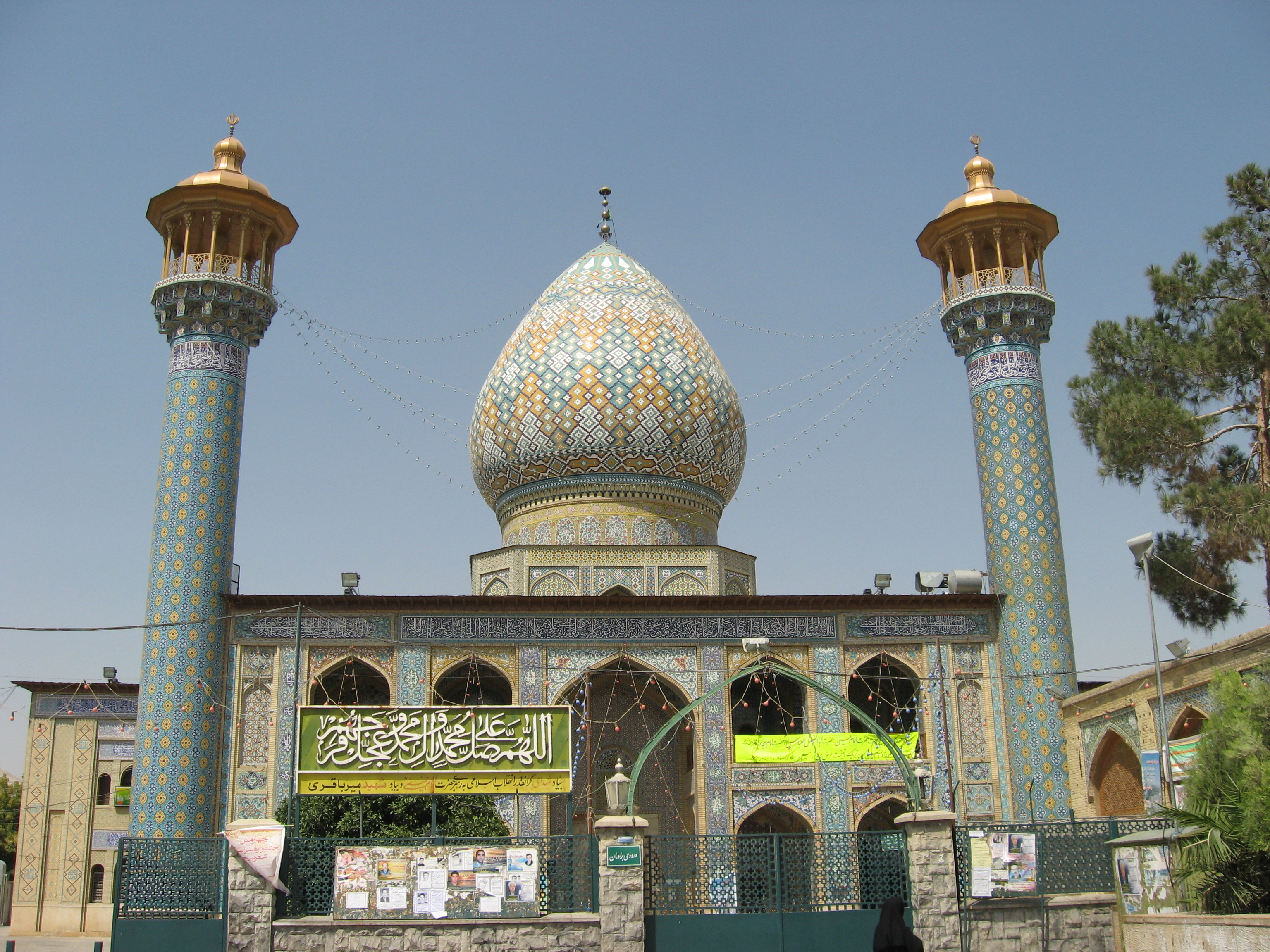
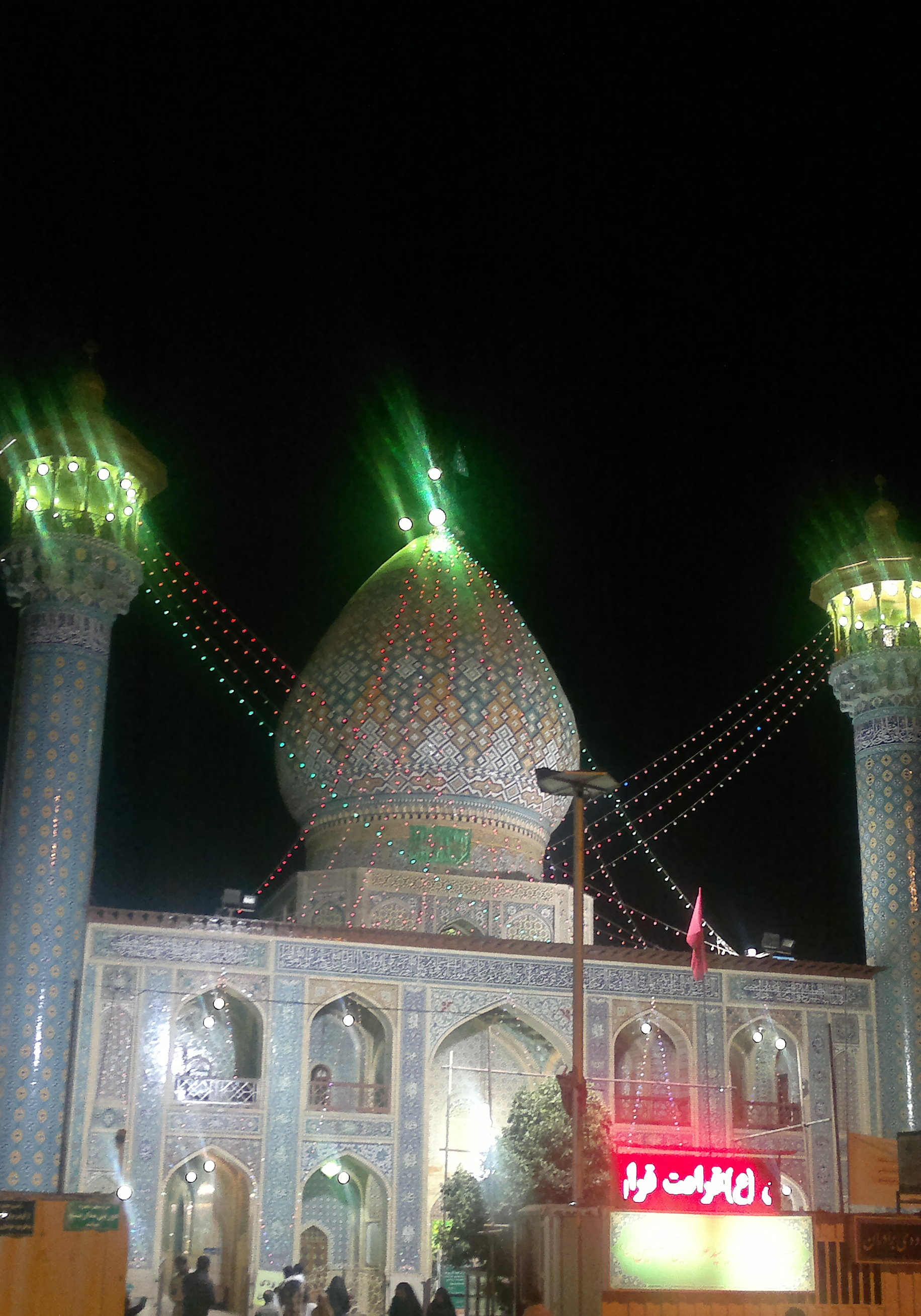
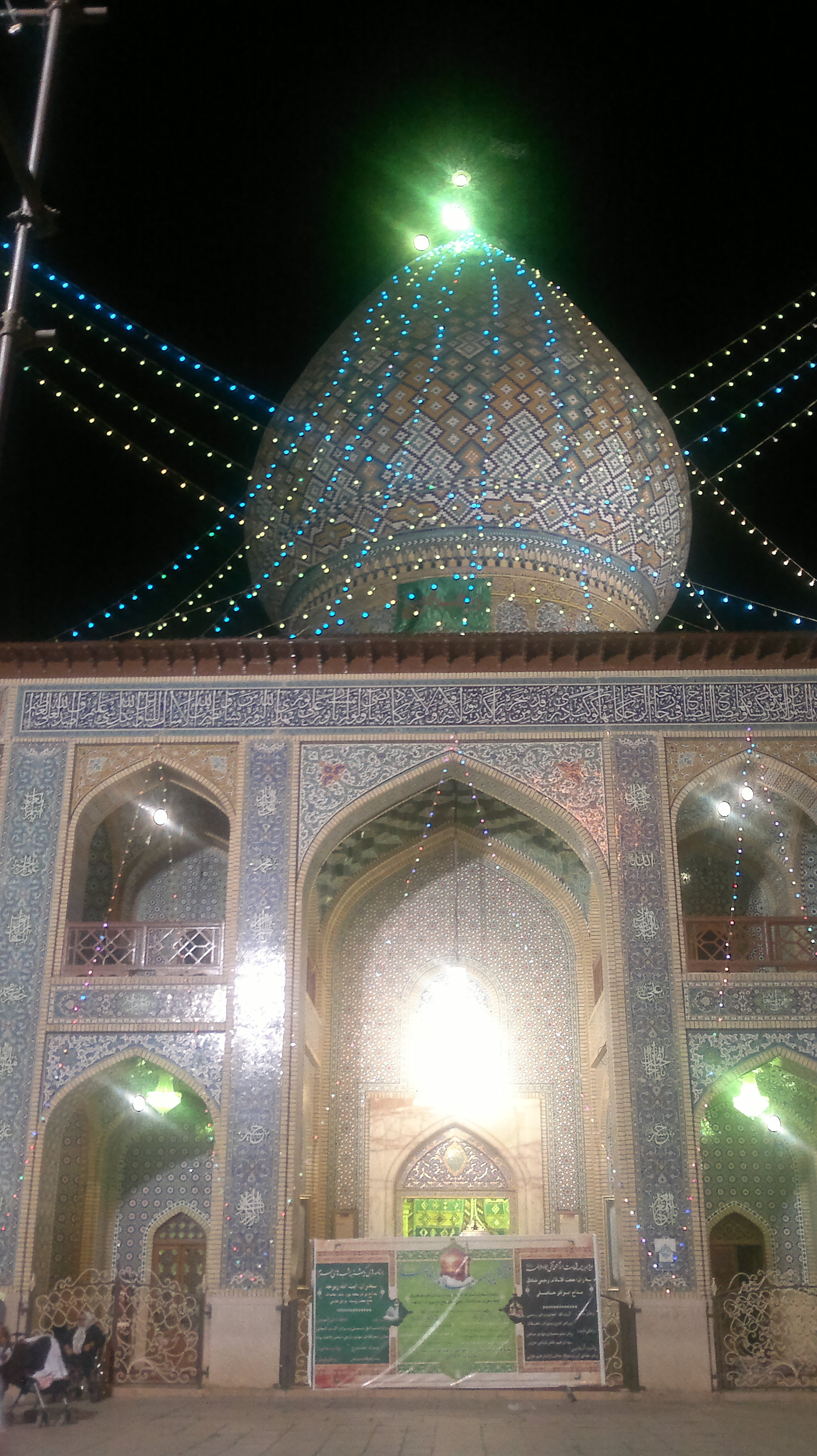